# Guêpe parasitoïde

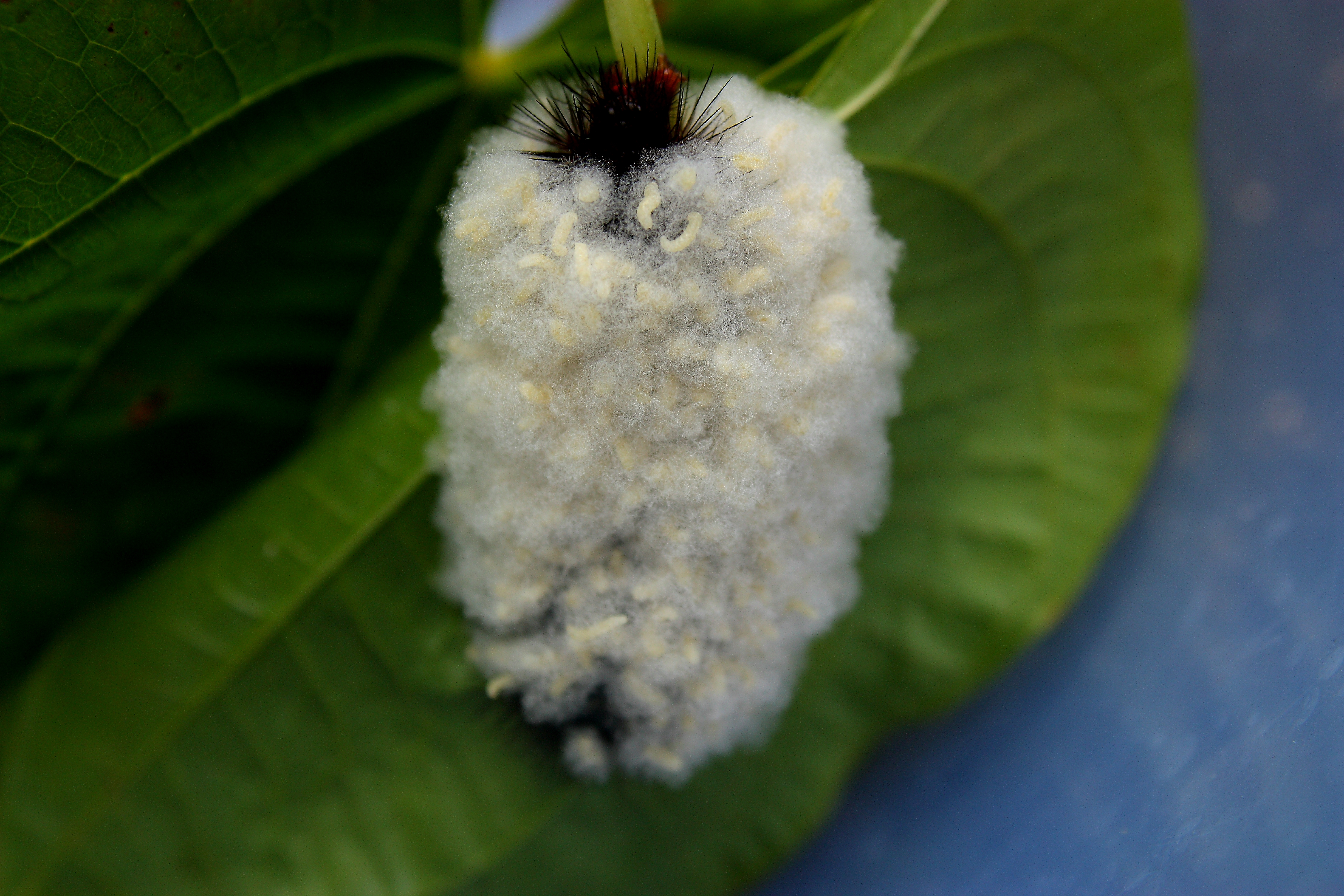
Chenille dHypercompe scribonia, enrobée de cocons de larves d'une guêpe braconide.

Les guêpes parasitoïdes sont des hyménoptères qui parasitent d'autres arthropodes en pondant un ou plusieurs œufs dans une larve le plus souvent mais aussi dans un imago. L'interaction entre les guêpes parasitoïdes et l'hôte est très complexe.
L'un des principaux, sinon le principal obstacle au bon développement de la larve de la guêpe parasitoïde étant le système immunitaire de l'hôte, diverses stratégies ont été développées  pour le contourner voire le supprimer. Par exemple, certaines espèces de guêpes parasitoïdes injectent en même temps que leurs œufs un venin qui affectera le bon fonctionnement du système immunitaire de l'hôte. Chez d'autres espèces, ce sont des particules virales qui sont injectées dans l'hôte et qui ont cet effet,.
De ce fait, on peut envisager l'utilisation de guêpes parasitoïdes pour le contrôle d'insectes nuisibles aux cultures comme le font certaines plantes en synthétisant en temps opportun des composés volatils, le salicylate de méthyle par exemple, qui attirent les guêpes parasitoïdes dont les pontes tueront l'insecte néfaste à leur bon développement.

## Évolution et développement

### Transition évolutive vers le parasitisme chez les hyménoptères
Les guêpes parasitoïdes font partie des hyménoptères, un des quatre ordres les plus diversifiés en termes d’insectes comprenant possiblement jusqu’à un million d’espèces existantes à ce jour. Afin de mieux comprendre l’origine évolutive et la divergence de certains hyménoptères vers le parasitisme, une étude a recherché les raisons pour lesquelles cet ordre était très diversifié et quelles étaient les principales transitions évolutives des hyménoptères vers le parasitisme. Cette étude a permis d’estimer la phylogénie et le temps de divergence de toutes les lignées principales d’hyménoptères et d'estimer l’origine évolutive du parasitisme dans cet ordre. Étudier le parasitisme chez les guêpes parasitoïdes et comprendre leur évolution sont importants pour caractériser leur biodiversité et savoir utiliser leurs capacités parasitaires à des fins pratiques, comme la lutte biologique contre des pestes agricoles.
Pour ce faire, des chercheurs ont séquencé les transcriptomes de 167 espèces d’hyménoptères afin d’obtenir des transcrits de 3 256 gènes codant des protéines. L’analyse de 1,5 million d’acides aminés et de 3,0 millions de positions de nucléotides respectivement dérivés de ces 3 256 gènes a permis de déterminer les inférences phylogénétiques entre les différentes espèces d'hyménoptères. Cet ensemble de données analysées a été aussi utilisé pour estimer le temps de divergence entre les espèces à l'aide d'un ensemble de 14 fossiles d’hyménoptères analysés génétiquement. Les relations des inférences phylogénétiques et les estimations de temps de divergence ont ainsi été utilisées pour déterminer à quel moment dans leur histoire, dans quelle phylogénie et à quelle fréquence les transitions évolutives vers le parasitisme ont eu lieu.
Les résultats de ces analyses génétiques ont estimé que les guêpes parasitoïdes sont les descendantes d’un seul ancêtre commun ayant vécu durant la période du Permien ou du Trias, indiquant ainsi que le parasitisme n’a évolué qu’une seule fois chez les hyménoptères,,. Le parasitisme proviendrait de la monophylie de Vespina, un clade regroupant les Orussoidea et les Apocrita, en raison de la découverte de parasitisme dans l’ancêtre de Vespina. L’analyse de cette étude a démontré aussi que les lignées les plus diversifiées de guêpes parasitoïdes (Ceraphronoidea, Ichneumonoidea et Proctotrupomorpha) constituent un groupe naturel nommé les Parasitoida. Leur radiation a été déclenchée par plusieurs optimisations de la vie parasitaire comme l’endoparasitisme et la miniaturisation leur permettant d’attaquer plus facilement une variété d’hôtes. Le début de la radiation de ce groupe aurait débuté il y a 228 millions d’années, soit quelques millions d’années après que les Parasitoida se sont séparées des autres Apocrita. Cette radiation des Parasitoida tombe aussi durant la période où les grandes lignées des hôtes de ces parasitoïdes (Hemiptera et Holometabola) ont commencé à se diversifier. Aussi, l’évolution de la taille des hyménoptères avec la constriction entre le premier et le deuxième segment abdominal a grandement amélioré la maniabilité de l’ovipositeur et de la partie arrière de l’abdomen. Cette évolution arrivée conjointement avec l’arrivée du parasitisme représente une innovation majeure dans l’évolution des Hyménoptères et a contribué grandement à la diversification des Apocrita. L’étude a permis de mieux comprendre l’origine du parasitisme et également ses effets sur la diversité des hyménoptères. Plusieurs auteurs s’entendent pour dire que le parasitisme est le trait le plus important et le plus efficace pour la grande majorité des hyménoptères,,.
Plusieurs groupes de guêpes ont incorporé à leurs propres gènes le génome proviral d'un polydnavirus. Certains gènes de ce dernier codent des particules qui interfèrent avec le système immunitaire et le développement de l'hôte,. C'est une forme de symbiose entre un organisme eucaryote et un virus ; cette stratégie semble avoir favorisé la radiation de ces guêpes parasitoïdes puisqu'on estime qu'il existe dix mille espèces de guêpes parasitoïdes possédant un virus symbiotique.

### Effets des œufs sur le développement
Les guêpes parasitoïdes ont la particularité de présenter de la polyembryonie, le phénomène où deux embryons ou plus se retrouvent dans un seul œuf fertilisé. Comme ces embryons proviennent du même œuf, ceux-ci sont identiques entre eux tout en étant génétiquement différent de leurs parents. Ce phénomène est comparable à celui des jumeaux identiques chez l’humain.

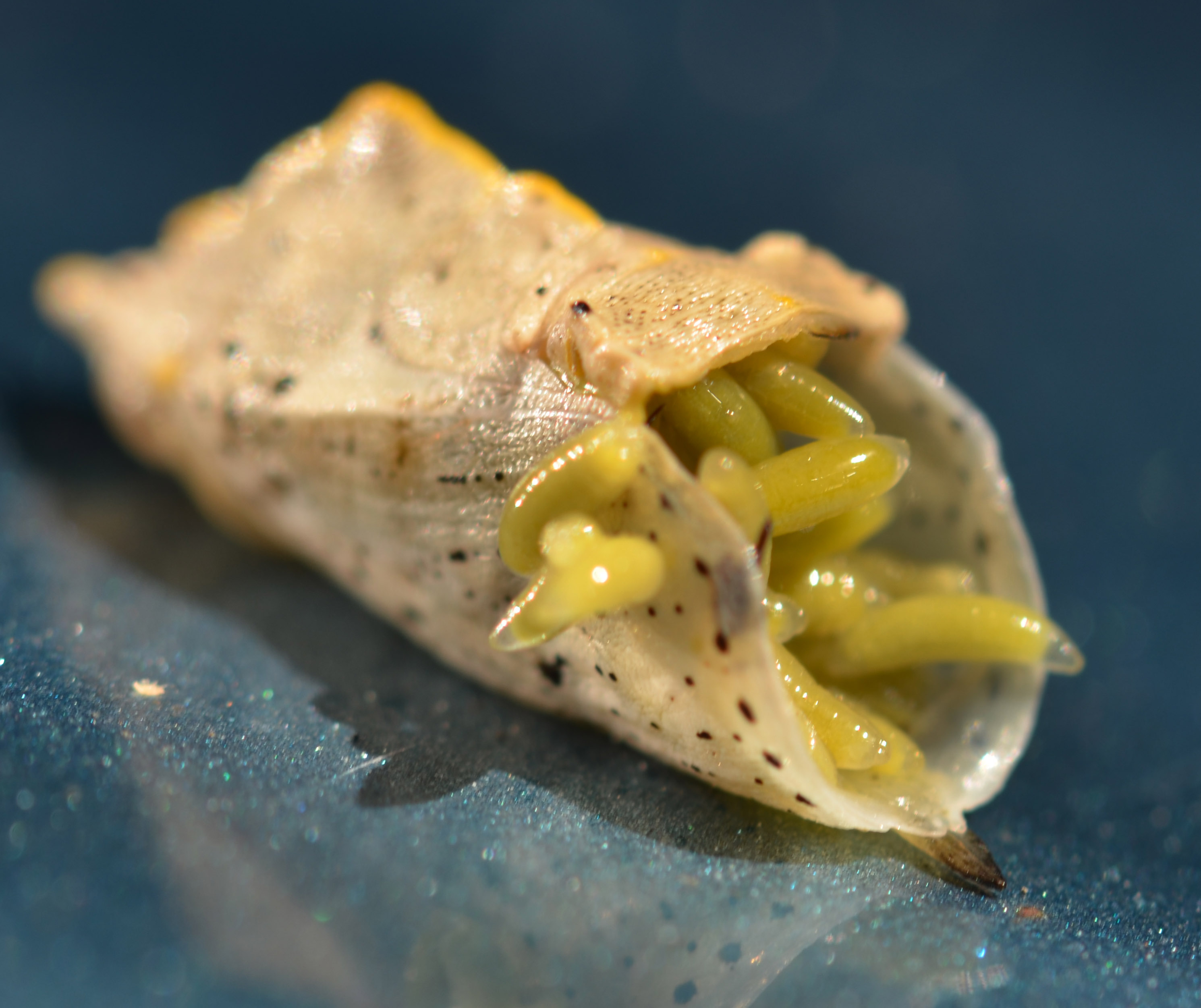
Chrysalide de piéride parasitée par des larves de guêpes parasitoïdes de type endoparasite.

Les espèces de guêpes parasitoïdes peuvent adopter une des deux grandes stratégies de pondaison d’œufs selon leur type de parasitisme. Certaines espèces sont endoparasites et pondront leurs œufs directement à l’intérieur de leur hôte et d’autres espèces sont ectoparasites et pondront leurs œufs sur leur hôte. La plupart des espèces endoparasites vont être koinobiontes, une stratégie dans laquelle le parasite permettra à l’hôte de continuer de se nourrir, de se développer et de muer afin qu’il puisse rester large et éviter la prédation. La plupart des espèces ectoparasites quant à elles sont idiobiontes, une stratégie dans laquelle la femelle va paralyser l’hôte afin d’empêcher son développement et sa mue avant de pondre ses œufs. Ceci permet aux larves parasitoïdes de bien se développer sur l’hôte sans que ce dernier puisse se mouvoir pour se débarrasser d'eux.
Une grande différence entre les différents taxons de guêpes parasitoïdes est le nombre d’ovocytes qu’une femelle peut stocker et aussi le nombre d’œufs matures qu'une femelle peut avoir une fois qu’elle émerge dans l’environnement. L’entomologiste américain Stanley E. Flanders a classifié les guêpes parasitoïdes femelles ayant tout leur stock d’œufs entièrement mature dès l’émergence comme étant entièrement proovigéniques et les guêpes parasitoïdes femelles qui n’ont aucun œuf mature en stock comme étant totalement synovigéniques. Le concept d’ovigénie a été le sujet d’une étude qui a recherché les raisons pour lesquelles il y a une grande diversité interspécifique au niveau de la maturation des œufs chez les guêpes parasitoïdes et ce, en trouvant les raisons pour lesquelles une stratégie (proovigénie ou synovigénie) a été adoptée chez une espèce et en trouvant quelle stratégie est la plus retrouvée chez les espèces de guêpes parasitoïdes. Les chercheurs de cette étude se sont aussi questionnés pour savoir quelles étaient les raisons pour que certaines espèces de guêpes parasitoïdes émergent avec tous leurs œufs matures alors que d’autre non et si les forces environnementales ou pressions sélectives pouvaient agir sur les femelles pour déterminer leur type d’ovigénie. Également, cette même étude a cherché à comparer le développement d'espèces de guêpes parasitoïdes en fonction de leur type d'ovigénie.
Pour ce faire, « l’index d’ovigénie », calculé en faisant le rapport du nombre d’œufs matures stockés lors de l’émergence de la femelle dans l’environnement en fonction du nombre total d'œufs stockés par la femelle lors émergence dans l’environnement, a été mesuré pour 64 espèces de guêpes parasitoïde puis compilé. Les espèces totalement proovigènes ont un index de 1 alors que les espèces synovigènes ont un indice inférieur à 1. Aussi, l’étude a documenté et quantifié le type de maturation d’œufs (proovigénique stricte ou synovigénique) de 638 espèces qui appartiennent aux 28 familles des Parasitica et des Aculeata en compilant les informations obtenues  dans diverses autres études. L’analyse du type d’ovigénie d’une espèce de guêpe parasitoïde en fonction de son mode de vie a été ensuite faite.
Les résultats ont montré que la synovigénie se révélait à être la stratégie de maturation d’œufs la plus dominante chez les guêpes parasitoïdes avec 611 espèces sur les 638 étant synovigéniques et que la proovigénie était rare chez les guêpes parasitoïdes avec 27 espèces sur les 638 étant proovigéniques. Aussi, les résultats de « l’index d’ovigénie » ont montré que 34 espèces sur 64 possédaient un index entre 0 et 1 alors que 18 espèces possédaient un index de 0 et 12 espèces possédaient un index de 1, indiquant ainsi que beaucoup d’espèces synovigéniques possèdent quand même certains œufs matures lors de l’émergence.
L’interprétation des résultats de cette étude indique que les espèces synovigénique vivent plus longtemps que les espèces proovigénique et que « l’index d’ovigénie » et la durée de vie d’une espèce de guêpe parasitaire sont corrélé négativement à travers les taxons parasitoïdes. Ceci suggère que la concentration sur l’effort reproductif tôt dans le stade adulte d’une guêpe parasitoïde est un coût sur sa durée de vie et ceci suggère également que les guêpes parasitoïdes que ne vivent pas longtemps une fois adulte vont favoriser le développement d’œufs matures après émergence afin de pouvoir continuer à perpétuer l’espèce. L’interprétation des résultats suggère que les espèces de guêpes parasitaires plus susceptibles de mourir par prédation, par des facteurs environnementaux ou par famine tendent à avoir un « index d’ovigénie » plus élevé. Le rapport d’œufs matures chez l’espèce Aphytis suggère que la femelle peut être capable de pondre plus d’œufs qu'à l'habitude et ainsi être « fonctionnellement proovigène » lorsqu’elle est sous des conditions de haute prédation ou de risque de famine, indiquant un développement de plasticité au cours de son évolution. Également, les résultats semblent suggérer que les espèces koinobiontes possèdent généralement un « index d’ovigénie » plus élevé que les espèces idiobiontes.
Les résultats et leurs interprétations ont permis de répondre à l'ensemble des questions retrouvées dans cette étude, soit que la durée de vie d'une espèce peut expliquer le type d'ovigénie qu'elle adopte, que la synovigénie est la stratégie la plus retrouvée chez les guêpes parasitaires, qu'une espèce vivant avec des stress environnementaux, de prédations ou de famines est plus susceptible d'être proovigénique et finalement 
les espèces avec un plus grand « index d’ovigénie » semblent se développer pour adopter une stratégie koinobiontes alors que les espèces avec un faible index semblent se développer pour adopter une stratégie idiobiontes.

## Darwin et l'ichneumon

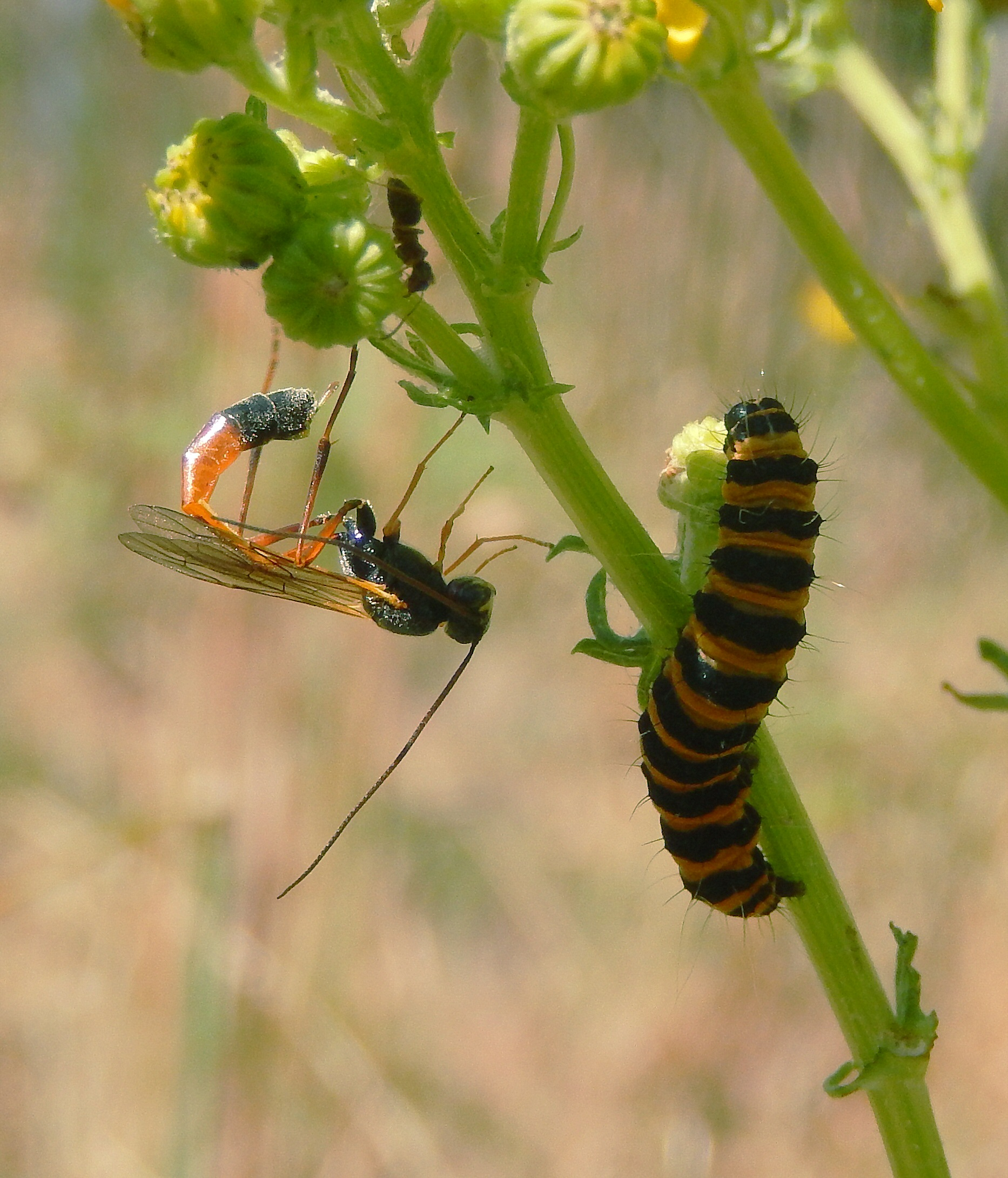
Guêpe parasitoïde (Ichneumonidae) dont l'ovipositeur pointe vers une larve de Goutte-de-sang, juste après la ponte. La larve frétille vigoureusement pour tenter d'éviter l'attaque.

Charles Darwin évoque l'ichneumon en ces termes dans son livre L'Origine des espèces : « Comme la sélection naturelle agit au moyen de la concurrence, elle n’adapte et ne perfectionne les animaux de chaque pays que relativement aux autres habitants ; nous ne devons donc nullement nous étonner que les espèces d’une région quelconque, qu'on suppose, d'après la théorie ordinaire, avoir été spécialement créées et adaptées pour cette localité, soient vaincues et remplacées par des produits venant d’autres pays. Nous ne devons pas non plus nous étonner de ce que toutes les combinaisons de la nature ne soient pas à notre point de vue absolument parfaites, l’œil humain, par exemple, et même que quelques-unes soient contraires à nos idées d’appropriation. Nous ne devons pas nous étonner de ce que l’aiguillon de l’abeille cause souvent la mort de l’individu qui l’emploie ; de ce que les mâles, chez cet insecte, soient produits en aussi grand nombre pour accomplir un seul acte, et soient ensuite massacrés par leurs sœurs stériles ; de l'énorme gaspillage du pollen de nos pins ; de la haine instinctive qu’éprouve la reine abeille pour ses filles fécondes ; de ce que l'ichneumon s'établisse dans le corps vivant d'une chenille et se nourrisse à ses dépens, et de tant d’autres cas analogues. »
En 1860, dans une correspondance avec le botaniste américain Asa Gray disciple et collaborateur de John Torrey, Darwin, pourtant fils de pasteur, déclare avoir cessé de croire à l'existence d'un Dieu bienveillant lorsqu'il a découvert le mécanisme de reproduction de la guêpe ichneumon : « Je ne parviens pas à voir aussi pleinement que d'autres, ni aussi pleinement que je le souhaiterais, la preuve d’un dessein et d'un dessein généreux dans ce qui nous environne. Il me semble qu'il y a trop de misère en ce monde. Je n'arrive pas à me persuader qu’un Dieu bienveillant et tout-puissant ait pu créer délibérément les ichneumons avec l'intention de les faire se nourrir de l’intérieur du corps de chenilles vivantes.… » (« With respect to the theological view of the question: This is always painful to me. I am bewildered. I had no intention to write atheistically, but I own that I cannot see as plainly as others do, and as I should wish to do, evidence of design and beneficence on all sides of us. There seems to me too much misery in the world. I cannot persuade myself that a beneficent and omnipotent God would have designedly created the Ichneumonidae with the express intention of their feeding within the living bodies of caterpillars… »).